# Ain al-Arous
Ain al-Arous (tiếng Ả Rập: عين العروس) Là một ngôi làng Syria trong huyện Tal Abyad, trong Tỉnh Raqqa, nằm 3 km về phía nam của thành phố Tal Abyad, 92 km về phía bắc của thành phố Raqqa, 200 km về phía đông của thành phố Aleppo và 420 km về phía bắc của thủ đô Damascus. Nó nằm gần biên giới với Thổ Nhĩ Kỳ. Sông Balikh dâng lên từ đó.